# Система футбольных лиг Азербайджана
Система футбольных лиг Азербайджана является одной из самых компактных систем футбольных чемпионатов стран-членов УЕФА. Она состоит всего из двух частей: Премьер-лиги и Первого дивизиона, в Премьер-лиге играют 10 команд, в Первом дивизионе — 12.
Ранее в чемпионате Азербайджана был Второй дивизион, который не функционирует на данный момент. Де-факто после Первого дивизиона ниже идут девять региональных лиг, команды из которых носят профессиональный статус, но не имеют права играть в Кубке Азербайджана. Первенство по футболу среди любительских команд состоит из четырёх региональных лиг.
В женском футболе Азербайджана есть только чемпионаты для девушек не старше 17 и 15 лет: женское первенство не проводится с 2011 года.